# Lista över fornlämningar i Haninge kommun (Österhaninge)
Lista över fornlämningar i Haninge kommun (Österhaninge) är en förteckning av ett urval av de fornlämningar som finns i Österhaninge i Haninge kommun.
| Namn                                   | Lämningstyp                 | Tillkomsttid | Historisk indelning        | Plats                                 | Läge                 | ID-nr          | Bild                                      |
| -------------------------------------- | --------------------------- | ------------ | -------------------------- | ------------------------------------- | -------------------- | -------------- | ----------------------------------------- |
| Österhaninge 1:1                       | Gravfält                    |              | Österhaninge, Södermanland |                                       | 59.077763, 18.222042 | 10012300010001 | Ladda upp en bild av detta fornminne      |
| Österhaninge 4:1                       | Gravfält                    |              | Österhaninge, Södermanland |                                       | 59.092261, 18.225067 | 10012300040001 | Ladda upp en bild av detta fornminne      |
| Österhaninge 6:1                       | Gravfält                    |              | Österhaninge, Södermanland |                                       | 59.141760, 18.290074 | 10012300060001 | Ladda upp en bild av detta fornminne      |
| Österhaninge 8:1                       | Hög                         |              | Österhaninge, Södermanland |                                       | 59.141023, 18.279783 | 10012300080001 | Ladda upp en bild av detta fornminne      |
| Österhaninge 8:2                       | Hög                         |              | Österhaninge, Södermanland |                                       | 59.140884, 18.279560 | 10012300080002 | Ladda upp en bild av detta fornminne      |
| Österhaninge 8:3                       | Hög                         |              | Österhaninge, Södermanland |                                       | 59.140665, 18.279524 | 10012300080003 | Ladda upp en bild av detta fornminne      |
| Lumpen (Österhaninge 9:1)              | Gravfält                    |              | Österhaninge, Södermanland |                                       | 59.140481, 18.288259 | 10012300090001 | Ladda upp en bild av detta fornminne      |
| Österhaninge 10:1                      | Stensättning                |              | Österhaninge, Södermanland |                                       | 59.151113, 18.270817 | 10012300100001 | Ladda upp en bild av detta fornminne      |
| Österhaninge 11:1                      | Stensättning                |              | Österhaninge, Södermanland |                                       | 59.151947, 18.260224 | 10012300110001 | Ladda upp en bild av detta fornminne      |
| Österhaninge 12:1                      | Gravfält                    |              | Österhaninge, Södermanland |                                       | 59.147888, 18.299536 | 10012300120001 | Ladda upp en bild av detta fornminne      |
| Österhaninge 13:1                      | Stensättning                |              | Österhaninge, Södermanland |                                       | 59.145084, 18.298890 | 10012300130001 | Ladda upp en bild av detta fornminne      |
| Österhaninge 14:1                      | Stensättning                |              | Österhaninge, Södermanland |                                       | 59.145652, 18.299761 | 10012300140001 | Ladda upp en bild av detta fornminne      |
| Österhaninge 15:1                      | Stensättning                |              | Österhaninge, Södermanland |                                       | 59.145458, 18.305570 | 10012300150001 | Ladda upp en bild av detta fornminne      |
| "Jungfrubacken" (Österhaninge 16:1)    | Gravfält                    |              | Österhaninge, Södermanland |                                       | 59.142116, 18.307892 | 10012300160001 | Ladda upp en bild av detta fornminne      |
| Österhaninge 18:1                      | Gravfält                    |              | Österhaninge, Södermanland |                                       | 59.138107, 18.297271 | 10012300180001 | Ladda upp en bild av detta fornminne      |
| Österhaninge 20:1                      | Stensättning                |              | Österhaninge, Södermanland |                                       | 59.139852, 18.302936 | 10012300200001 | Ladda upp en bild av detta fornminne      |
| Österhaninge 22:1                      | Stensättning                |              | Österhaninge, Södermanland |                                       | 59.092230, 18.330170 | 10012300220001 | Ladda upp en bild av detta fornminne      |
| Österhaninge 23:1                      | Fornborg                    |              | Österhaninge, Södermanland |                                       | 59.084216, 18.293384 | 10012300230001 | Ladda upp en bild av detta fornminne      |
| Österhaninge 27:1                      | Gravfält                    |              | Österhaninge, Södermanland |                                       | 59.149231, 18.289888 | 10012300270001 | Ladda upp en bild av detta fornminne      |
| Österhaninge 28:1                      | Fornborg                    |              | Österhaninge, Södermanland |                                       | 59.094539, 18.271255 | 10012300280001 | Ladda upp en bild av detta fornminne      |
| Österhaninge 29:1                      | Stensättning                |              | Österhaninge, Södermanland |                                       | 59.110665, 18.250877 | 10012300290001 | Ladda upp en bild av detta fornminne      |
| Österhaninge 31:1                      | Fornborg                    |              | Österhaninge, Södermanland |                                       | 59.125926, 18.253779 | 10012300310001 | Ladda upp en bild av detta fornminne      |
| Österhaninge 32:1                      | Gravfält                    |              | Österhaninge, Södermanland |                                       | 59.115817, 18.208980 | 10012300320001 | Ladda upp en bild av detta fornminne      |
| Österhaninge 33:1                      | Stensättning                |              | Österhaninge, Södermanland |                                       | 59.101311, 18.226590 | 10012300330001 | Ladda upp en bild av detta fornminne      |
| Österhaninge 34:1                      | Röse                        |              | Österhaninge, Södermanland |                                       | 59.101243, 18.200670 | 10012300340001 | Ladda upp en bild av detta fornminne      |
| Österhaninge 35:1                      | Gravfält                    |              | Österhaninge, Södermanland |                                       | 59.102792, 18.193656 | 10012300350001 | Ladda upp en bild av detta fornminne      |
| Sö 262 (Österhaninge 36:1)             | Runristning                 |              | Österhaninge, Södermanland | Blista                                | 59.106305, 18.191466 | 10012300360001 | Ladda upp en till bild av detta fornminne |
| Österhaninge 40:1                      | Stensättning                |              | Österhaninge, Södermanland |                                       | 59.100374, 18.188745 | 10012300400001 | Ladda upp en bild av detta fornminne      |
| Österhaninge 42:1                      | Gravfält                    |              | Österhaninge, Södermanland |                                       | 59.113789, 18.203063 | 10012300420001 | Ladda upp en bild av detta fornminne      |
| Österhaninge 44:1                      | Hög                         |              | Österhaninge, Södermanland |                                       | 59.142093, 18.303649 | 10012300440001 | Ladda upp en bild av detta fornminne      |
| Österhaninge 44:2                      | Hög                         |              | Österhaninge, Södermanland |                                       | 59.141991, 18.303642 | 10012300440002 | Ladda upp en bild av detta fornminne      |
| Österhaninge 44:3                      | Hög                         |              | Österhaninge, Södermanland |                                       | 59.141952, 18.303426 | 10012300440003 | Ladda upp en bild av detta fornminne      |
| Österhaninge 45:1                      | Hög                         |              | Österhaninge, Södermanland |                                       | 59.149672, 18.289300 | 10012300450001 | Ladda upp en bild av detta fornminne      |
| Österhaninge 45:2                      | Stensättning                |              | Österhaninge, Södermanland |                                       | 59.149416, 18.288895 | 10012300450002 | Ladda upp en bild av detta fornminne      |
| Österhaninge 46:1                      | Gravfält                    |              | Österhaninge, Södermanland |                                       | 59.149427, 18.291648 | 10012300460001 | Ladda upp en bild av detta fornminne      |
| Österhaninge 47:1                      | Gravfält                    |              | Österhaninge, Södermanland |                                       | 59.149378, 18.298810 | 10012300470001 | Ladda upp en bild av detta fornminne      |
| Österhaninge 49:1                      | Stensättning                |              | Österhaninge, Södermanland |                                       | 59.118916, 18.154077 | 10012300490001 | Ladda upp en bild av detta fornminne      |
| Österhaninge 49:2                      | Stensättning                |              | Österhaninge, Södermanland |                                       | 59.118829, 18.153891 | 10012300490002 | Ladda upp en bild av detta fornminne      |
| Österhaninge 52:1                      | Stensättning                |              | Österhaninge, Södermanland |                                       | 59.146392, 18.205211 | 10012300520001 | Ladda upp en bild av detta fornminne      |
| Österhaninge 53:1                      | Gravfält                    |              | Österhaninge, Södermanland |                                       | 59.146211, 18.206097 | 10012300530001 | Ladda upp en bild av detta fornminne      |
| Österhaninge 55:1                      | Hällristning                |              | Österhaninge, Södermanland |                                       | 59.128793, 18.166775 | 10012300550001 | Ladda upp en bild av detta fornminne      |
| Österhaninge 55:2                      | Hällristning                |              | Österhaninge, Södermanland |                                       | 59.128728, 18.166690 | 10012300550002 | Ladda upp en bild av detta fornminne      |
| Österhaninge 55:4                      | Hällristning                |              | Österhaninge, Södermanland |                                       | 59.128385, 18.166926 | 10012300550004 | Ladda upp en bild av detta fornminne      |
| Österhaninge 56:1                      | Hög                         |              | Österhaninge, Södermanland |                                       | 59.129246, 18.166252 | 10012300560001 | Ladda upp en bild av detta fornminne      |
| Österhaninge 57:1                      | Stensättning                |              | Österhaninge, Södermanland |                                       | 59.143140, 18.197182 | 10012300570001 | Ladda upp en bild av detta fornminne      |
| Österhaninge 57:2                      | Stensättning                |              | Österhaninge, Södermanland |                                       | 59.143144, 18.196990 | 10012300570002 | Ladda upp en bild av detta fornminne      |
| Österhaninge 59:1                      | Stensättning                |              | Österhaninge, Södermanland |                                       | 59.132988, 18.179176 | 10012300590001 | Ladda upp en bild av detta fornminne      |
| Österhaninge 61:1                      | Stensättning                |              | Österhaninge, Södermanland |                                       | 59.150385, 18.237995 | 10012300610001 | Ladda upp en bild av detta fornminne      |
| Österhaninge 62:1                      | Stensättning                |              | Österhaninge, Södermanland |                                       | 59.127432, 18.128307 | 10012300620001 | Ladda upp en bild av detta fornminne      |
| Österhaninge 62:2                      | Stensättning                |              | Österhaninge, Södermanland |                                       | 59.127587, 18.128408 | 10012300620002 | Ladda upp en bild av detta fornminne      |
| Österhaninge 63:1                      | Stensättning                |              | Österhaninge, Södermanland |                                       | 59.150787, 18.239965 | 10012300630001 | Ladda upp en bild av detta fornminne      |
| Österhaninge 64:1                      | Röse                        |              | Österhaninge, Södermanland |                                       | 59.131580, 18.153252 | 10012300640001 | Ladda upp en bild av detta fornminne      |
| Österhaninge 73:1                      | Hög                         |              | Österhaninge, Södermanland |                                       | 59.126418, 18.173051 | 10012300730001 | Ladda upp en bild av detta fornminne      |
| Österhaninge 78:1                      | Stensättning                |              | Österhaninge, Södermanland |                                       | 59.071472, 18.184142 | 10012300780001 | Ladda upp en bild av detta fornminne      |
| Österhaninge 79:1                      | Fornborg                    |              | Österhaninge, Södermanland |                                       | 59.142477, 18.345324 | 10012300790001 | Ladda upp en bild av detta fornminne      |
| Österhaninge 81:1                      | Hällristning                |              | Österhaninge, Södermanland |                                       | 59.132204, 18.132714 | 10012300810001 | Ladda upp en bild av detta fornminne      |
| Österhaninge 81:2                      | Hällristning                |              | Österhaninge, Södermanland |                                       | 59.132513, 18.132263 | 10012300810002 | Ladda upp en bild av detta fornminne      |
| Österhaninge 82:1                      | Hällristning                |              | Österhaninge, Södermanland |                                       | 59.131725, 18.130987 | 10012300820001 | Ladda upp en bild av detta fornminne      |
| Österhaninge 82:2                      | Hällristning                |              | Österhaninge, Södermanland |                                       | 59.131971, 18.130617 | 10012300820002 | Ladda upp en bild av detta fornminne      |
| Österhaninge 83:1                      | Hällristning                |              | Österhaninge, Södermanland |                                       | 59.130595, 18.150797 | 10012300830001 | Ladda upp en bild av detta fornminne      |
| Österhaninge 84:1                      | Stensättning                |              | Österhaninge, Södermanland |                                       | 59.135829, 18.123407 | 10012300840001 | Ladda upp en bild av detta fornminne      |
| Österhaninge 85:1                      | Stensättning                |              | Österhaninge, Södermanland |                                       | 59.134562, 18.124512 | 10012300850001 | Ladda upp en bild av detta fornminne      |
| Österhaninge 86:1                      | Stensättning                |              | Österhaninge, Södermanland |                                       | 59.131507, 18.128838 | 10012300860001 | Ladda upp en bild av detta fornminne      |
| Österhaninge 87:1                      | Stensättning                |              | Österhaninge, Södermanland |                                       | 59.127227, 18.143407 | 10012300870001 | Ladda upp en bild av detta fornminne      |
| Österhaninge 87:2                      | Stensättning                |              | Österhaninge, Södermanland |                                       | 59.127162, 18.143087 | 10012300870002 | Ladda upp en bild av detta fornminne      |
| Österhaninge 89:1                      | Hällristning                |              | Österhaninge, Södermanland |                                       | 59.137569, 18.184395 | 10012300890001 | Ladda upp en bild av detta fornminne      |
| Österhaninge 90:1                      | Hällristning                |              | Österhaninge, Södermanland |                                       | 59.136133, 18.186995 | 10012300900001 | Ladda upp en bild av detta fornminne      |
| Österhaninge 90:3                      | Hällristning                |              | Österhaninge, Södermanland |                                       | 59.136151, 18.186996 | 10012300900003 | Ladda upp en bild av detta fornminne      |
| Österhaninge 91:1                      | Hällristning                |              | Österhaninge, Södermanland |                                       | 59.137405, 18.191451 | 10012300910001 | Ladda upp en bild av detta fornminne      |
| Österhaninge 92:1                      | Hällristning                |              | Österhaninge, Södermanland |                                       | 59.131728, 18.186689 | 10012300920001 | Ladda upp en bild av detta fornminne      |
| Österhaninge 92:2                      | Hällristning                |              | Österhaninge, Södermanland |                                       | 59.131785, 18.186466 | 10012300920002 | Ladda upp en bild av detta fornminne      |
| Österhaninge 93:1                      | Hällristning                |              | Österhaninge, Södermanland |                                       | 59.119972, 18.133969 | 10012300930001 | Ladda upp en bild av detta fornminne      |
| Österhaninge 94:1                      | Gravfält                    |              | Österhaninge, Södermanland |                                       | 59.119686, 18.133830 | 10012300940001 | Ladda upp en bild av detta fornminne      |
| Österhaninge 95:1                      | Hällristning                |              | Österhaninge, Södermanland |                                       | 59.169136, 18.237657 | 10012300950001 | Ladda upp en till bild av detta fornminne |
| Österhaninge 101:1                     | Gravfält                    |              | Österhaninge, Södermanland |                                       | 59.209637, 18.207254 | 10012301010001 | Ladda upp en bild av detta fornminne      |
| Österhaninge 103:2                     | Stensättning                |              | Österhaninge, Södermanland |                                       | 59.210581, 18.209202 | 10012301030002 | Ladda upp en bild av detta fornminne      |
| Österhaninge 103:3                     | Stensättning                |              | Österhaninge, Södermanland |                                       | 59.210645, 18.209256 | 10012301030003 | Ladda upp en bild av detta fornminne      |
| Österhaninge 106:1                     | Stensättning                |              | Österhaninge, Södermanland |                                       | 59.195797, 18.191597 | 10012301060001 | Ladda upp en bild av detta fornminne      |
| Österhaninge 106:2                     | Stensättning                |              | Österhaninge, Södermanland |                                       | 59.195880, 18.191389 | 10012301060002 | Ladda upp en bild av detta fornminne      |
| Österhaninge 106:3                     | Hög                         |              | Österhaninge, Södermanland |                                       | 59.195724, 18.192365 | 10012301060003 | Ladda upp en bild av detta fornminne      |
| Österhaninge 107:2                     | Stensättning                |              | Österhaninge, Södermanland |                                       | 59.202745, 18.190405 | 10012301070002 | Ladda upp en bild av detta fornminne      |
| Österhaninge 107:3                     | Stensättning                |              | Österhaninge, Södermanland |                                       | 59.202351, 18.190730 | 10012301070003 | Ladda upp en bild av detta fornminne      |
| Österhaninge 115:1                     | Gravfält                    |              | Österhaninge, Södermanland |                                       | 59.192978, 18.228575 | 10012301150001 | Ladda upp en bild av detta fornminne      |
| Österhaninge 116:1                     | Gravfält                    |              | Österhaninge, Södermanland |                                       | 59.193522, 18.229188 | 10012301160001 | Ladda upp en bild av detta fornminne      |
| Sö 272 (Österhaninge 117:1)            | Runristning                 |              | Österhaninge, Södermanland | Upp-Norrby                            | 59.187381, 18.156239 | 10012301170001 | Ladda upp en till bild av detta fornminne |
| Österhaninge 118:1                     | Gravfält                    |              | Österhaninge, Södermanland |                                       | 59.185571, 18.160887 | 10012301180001 | Ladda upp en bild av detta fornminne      |
| Österhaninge 120:1                     | Stensättning                |              | Österhaninge, Södermanland |                                       | 59.188369, 18.143405 | 10012301200001 | Ladda upp en bild av detta fornminne      |
| Österhaninge 121:1                     | Gravfält                    |              | Österhaninge, Södermanland |                                       | 59.190071, 18.147234 | 10012301210001 | Ladda upp en bild av detta fornminne      |
| Österhaninge 122:1                     | Gravfält                    |              | Österhaninge, Södermanland |                                       | 59.191299, 18.154611 | 10012301220001 | Ladda upp en bild av detta fornminne      |
| Österhaninge 123:1                     | Hög                         |              | Österhaninge, Södermanland |                                       | 59.190659, 18.150909 | 10012301230001 | Ladda upp en till bild av detta fornminne |
| Österhaninge 125:1                     | Gravfält                    |              | Österhaninge, Södermanland |                                       | 59.192740, 18.150658 | 10012301250001 | Ladda upp en bild av detta fornminne      |
| Österhaninge 129:1                     | Hög                         |              | Österhaninge, Södermanland |                                       | 59.196650, 18.142112 | 10012301290001 | Ladda upp en bild av detta fornminne      |
| Österhaninge 133:1                     | Gravfält                    |              | Österhaninge, Södermanland |                                       | 59.169262, 18.211451 | 10012301330001 | Ladda upp en bild av detta fornminne      |
| Österhaninge 135:1                     | Hög                         |              | Österhaninge, Södermanland |                                       | 59.168147, 18.215169 | 10012301350001 | Ladda upp en bild av detta fornminne      |
| Österhaninge 136:1                     | Gravfält                    |              | Österhaninge, Södermanland |                                       | 59.168246, 18.236656 | 10012301360001 | Ladda upp en bild av detta fornminne      |
| Österhaninge 138:1                     | Gravfält                    |              | Österhaninge, Södermanland |                                       | 59.170130, 18.238886 | 10012301380001 | Ladda upp en bild av detta fornminne      |
| Österhaninge 139:1                     | Gravfält                    |              | Österhaninge, Södermanland |                                       | 59.164398, 18.240139 | 10012301390001 | Ladda upp en bild av detta fornminne      |
| Sö 270 (Österhaninge 140:1)            | Runristning                 |              | Österhaninge, Södermanland | Tyresta                               | 59.167912, 18.236479 | 10012301400001 | Ladda upp en till bild av detta fornminne |
| Österhaninge 140:2                     | Stensättning                |              | Österhaninge, Södermanland |                                       | 59.167881, 18.236249 | 10012301400002 | Ladda upp en bild av detta fornminne      |
| Österhaninge 146:1                     | Gravfält                    |              | Österhaninge, Södermanland |                                       | 59.168472, 18.214360 | 10012301460001 | Ladda upp en bild av detta fornminne      |
| Österhaninge 151:1                     | Gravfält                    |              | Österhaninge, Södermanland |                                       | 59.120122, 18.137315 | 10012301510001 | Ladda upp en bild av detta fornminne      |
| Österhaninge 152:1                     | Gravfält                    |              | Österhaninge, Södermanland |                                       | 59.120378, 18.136338 | 10012301520001 | Ladda upp en bild av detta fornminne      |
| Österhaninge 153:1                     | Gravfält                    |              | Österhaninge, Södermanland |                                       | 59.121040, 18.134790 | 10012301530001 | Ladda upp en bild av detta fornminne      |
| Österhaninge 155:1                     | Gravfält                    |              | Österhaninge, Södermanland |                                       | 59.126715, 18.129944 | 10012301550001 | Ladda upp en bild av detta fornminne      |
| Österhaninge 155:2                     | Hällristning                |              | Österhaninge, Södermanland |                                       | 59.126836, 18.129146 | 10012301550002 | Ladda upp en bild av detta fornminne      |
| Österhaninge 155:3                     | Hällristning                |              | Österhaninge, Södermanland |                                       | 59.126843, 18.129053 | 10012301550003 | Ladda upp en bild av detta fornminne      |
| Österhaninge 156:1                     | Hög                         |              | Österhaninge, Södermanland |                                       | 59.125446, 18.132240 | 10012301560001 | Ladda upp en bild av detta fornminne      |
| Österhaninge 156:2                     | Stensättning                |              | Österhaninge, Södermanland |                                       | 59.125366, 18.132268 | 10012301560002 | Ladda upp en bild av detta fornminne      |
| Österhaninge 158:1                     | Stensättning                |              | Österhaninge, Södermanland |                                       | 59.125140, 18.128734 | 10012301580001 | Ladda upp en bild av detta fornminne      |
| Österhaninge 161:1                     | Gravfält                    |              | Österhaninge, Södermanland |                                       | 59.127930, 18.133578 | 10012301610001 | Ladda upp en bild av detta fornminne      |
| Österhaninge 162:1                     | Stensättning                |              | Österhaninge, Södermanland |                                       | 59.127728, 18.135504 | 10012301620001 | Ladda upp en bild av detta fornminne      |
| Österhaninge 163:1                     | Hög                         |              | Österhaninge, Södermanland |                                       | 59.128767, 18.139068 | 10012301630001 | Ladda upp en bild av detta fornminne      |
| Österhaninge 164:1                     | Röse                        |              | Österhaninge, Södermanland |                                       | 59.125995, 18.140847 | 10012301640001 | Ladda upp en bild av detta fornminne      |
| Österhaninge 164:2                     | Stensättning                |              | Österhaninge, Södermanland |                                       | 59.126279, 18.141041 | 10012301640002 | Ladda upp en bild av detta fornminne      |
| Österhaninge 165:1                     | Stensättning                |              | Österhaninge, Södermanland |                                       | 59.126356, 18.142456 | 10012301650001 | Ladda upp en bild av detta fornminne      |
| Österhaninge 166:1                     | Hög                         |              | Österhaninge, Södermanland |                                       | 59.131731, 18.160434 | 10012301660001 | Ladda upp en bild av detta fornminne      |
| Sö 264 (Österhaninge 167:1)            | Runristning                 |              | Österhaninge, Södermanland | Hässlingby                            | 59.133064, 18.157364 | 10012301670001 | Ladda upp en till bild av detta fornminne |
| Österhaninge 168:1                     | Gravfält                    |              | Österhaninge, Södermanland |                                       | 59.130954, 18.151607 | 10012301680001 | Ladda upp en bild av detta fornminne      |
| Österhaninge 169:1                     | Gravfält                    |              | Österhaninge, Södermanland |                                       | 59.131343, 18.154520 | 10012301690001 | Ladda upp en bild av detta fornminne      |
| Österhaninge 170:1                     | Fornborg                    |              | Österhaninge, Södermanland |                                       | 59.132191, 18.157107 | 10012301700001 | Ladda upp en bild av detta fornminne      |
| Österhaninge 170:2                     | Stensättning                |              | Österhaninge, Södermanland |                                       | 59.132207, 18.157028 | 10012301700002 | Ladda upp en bild av detta fornminne      |
| Österhaninge 172:1                     | Hög                         |              | Österhaninge, Södermanland |                                       | 59.130422, 18.154709 | 10012301720001 | Ladda upp en bild av detta fornminne      |
| Österhaninge 172:2                     | Hällristning                |              | Österhaninge, Södermanland |                                       | 59.130275, 18.154696 | 10012301720002 | Ladda upp en bild av detta fornminne      |
| Österhaninge 175:1                     | Hällristning                |              | Österhaninge, Södermanland |                                       | 59.137380, 18.150698 | 10012301750001 | Ladda upp en bild av detta fornminne      |
| Österhaninge 176:1                     | Gravfält                    |              | Österhaninge, Södermanland |                                       | 59.136429, 18.150791 | 10012301760001 | Ladda upp en bild av detta fornminne      |
| Österhaninge 178:1                     | Gravfält                    |              | Österhaninge, Södermanland |                                       | 59.133312, 18.146515 | 10012301780001 | Ladda upp en bild av detta fornminne      |
| Jordbro gravfält (Österhaninge 182:1)  | Grav- och boplatsområde     |              | Österhaninge, Södermanland | Jordbro                               | 59.131899, 18.123083 | 10012301820001 | Ladda upp en till bild av detta fornminne |
| Österhaninge 185:1                     | Stensättning                |              | Österhaninge, Södermanland |                                       | 59.134089, 18.192049 | 10012301850001 | Ladda upp en bild av detta fornminne      |
| Österhaninge 186:1                     | Stensättning                |              | Österhaninge, Södermanland |                                       | 59.167972, 18.235223 | 10012301860001 | Ladda upp en bild av detta fornminne      |
| Österhaninge 186:2                     | Stensättning                |              | Österhaninge, Södermanland |                                       | 59.167959, 18.235432 | 10012301860002 | Ladda upp en bild av detta fornminne      |
| Österhaninge 193:1                     | Hällristning                |              | Österhaninge, Södermanland |                                       | 59.134838, 18.151344 | 10012301930001 | Ladda upp en bild av detta fornminne      |
| Österhaninge 195:1                     | Hällristning                |              | Österhaninge, Södermanland |                                       | 59.128465, 18.136371 | 10012301950001 | Ladda upp en bild av detta fornminne      |
| Österhaninge 196:1                     | Hällristning                |              | Österhaninge, Södermanland |                                       | 59.128908, 18.139170 | 10012301960001 | Ladda upp en bild av detta fornminne      |
| Österhaninge 197:1                     | Hällristning                |              | Österhaninge, Södermanland |                                       | 59.129799, 18.159582 | 10012301970001 | Ladda upp en bild av detta fornminne      |
| Österhaninge 198:1                     | Hällristning                |              | Österhaninge, Södermanland |                                       | 59.133275, 18.162561 | 10012301980001 | Ladda upp en bild av detta fornminne      |
| Österhaninge 198:2                     | Hällristning                |              | Österhaninge, Södermanland |                                       | 59.133278, 18.162560 | 10012301980002 | Ladda upp en bild av detta fornminne      |
| Österhaninge 198:3                     | Hällristning                |              | Österhaninge, Södermanland |                                       | 59.133278, 18.162564 | 10012301980003 | Ladda upp en bild av detta fornminne      |
| Österhaninge 199:1                     | Hällristning                |              | Österhaninge, Södermanland |                                       | 59.133795, 18.163231 | 10012301990001 | Ladda upp en bild av detta fornminne      |
| Österhaninge 200:1                     | Hällristning                |              | Österhaninge, Södermanland |                                       | 59.133062, 18.156717 | 10012302000001 | Ladda upp en bild av detta fornminne      |
| Österhaninge 201:1                     | Grav- och boplatsområde     |              | Österhaninge, Södermanland |                                       | 59.120043, 18.132298 | 10012302010001 | Ladda upp en bild av detta fornminne      |
| Österhaninge 207:1                     | Fornborg                    |              | Österhaninge, Södermanland |                                       | 59.116678, 18.224890 | 10012302070001 | Ladda upp en bild av detta fornminne      |
| Österhaninge 207:2                     | Röse                        |              | Österhaninge, Södermanland |                                       | 59.116601, 18.224725 | 10012302070002 | Ladda upp en bild av detta fornminne      |
| Österhaninge 209:1                     | Gravfält                    |              | Österhaninge, Södermanland |                                       | 59.122727, 18.219776 | 10012302090001 | Ladda upp en bild av detta fornminne      |
| Österhaninge 209:2                     | Hög                         |              | Österhaninge, Södermanland |                                       | 59.122898, 18.220499 | 10012302090002 | Ladda upp en bild av detta fornminne      |
| Österhaninge 211:1                     | Gravfält                    |              | Österhaninge, Södermanland |                                       | 59.126786, 18.209856 | 10012302110001 | Ladda upp en bild av detta fornminne      |
| Österhaninge 212:1                     | Hög                         |              | Österhaninge, Södermanland |                                       | 59.125748, 18.211068 | 10012302120001 | Ladda upp en bild av detta fornminne      |
| Österhaninge 215:1                     | Hög                         |              | Österhaninge, Södermanland |                                       | 59.128890, 18.209814 | 10012302150001 | Ladda upp en bild av detta fornminne      |
| Österhaninge 216:1                     | Gravfält                    |              | Österhaninge, Södermanland |                                       | 59.129438, 18.211339 | 10012302160001 | Ladda upp en bild av detta fornminne      |
| Österhaninge 217:1                     | Fornborg                    |              | Österhaninge, Södermanland |                                       | 59.132739, 18.235689 | 10012302170001 | Ladda upp en bild av detta fornminne      |
| Österhaninge 218:1                     | Stensättning                |              | Österhaninge, Södermanland |                                       | 59.128324, 18.215112 | 10012302180001 | Ladda upp en bild av detta fornminne      |
| Österhaninge 223:1                     | Gravfält                    |              | Österhaninge, Södermanland |                                       | 59.134471, 18.210564 | 10012302230001 | Ladda upp en bild av detta fornminne      |
| Österhaninge 224:1                     | Stensättning                |              | Österhaninge, Södermanland |                                       | 59.135581, 18.212907 | 10012302240001 | Ladda upp en bild av detta fornminne      |
| Österhaninge 225:1                     | Hög                         |              | Österhaninge, Södermanland |                                       | 59.123046, 18.221382 | 10012302250001 | Ladda upp en bild av detta fornminne      |
| Österhaninge 225:2                     | Stensättning                |              | Österhaninge, Södermanland |                                       | 59.123085, 18.221200 | 10012302250002 | Ladda upp en bild av detta fornminne      |
| Österhaninge 278:1                     | Hällristning                |              | Österhaninge, Södermanland |                                       | 59.118393, 18.128159 | 10012302780001 | Ladda upp en bild av detta fornminne      |
| Österhaninge 278:2                     | Hällristning                |              | Österhaninge, Södermanland |                                       | 59.118139, 18.128114 | 10012302780002 | Ladda upp en bild av detta fornminne      |
| Sö 268 (Österhaninge 301:1)            | Runristning                 |              | Österhaninge, Södermanland | Söderby                               | 59.182875, 18.155575 | 10012303010001 | Ladda upp en till bild av detta fornminne |
| Österhaninge 302:1                     | Hög                         |              | Österhaninge, Södermanland |                                       | 59.182440, 18.157917 | 10012303020001 | Ladda upp en bild av detta fornminne      |
| Sö 269 (Österhaninge 306:1)            | Runristning                 |              | Österhaninge, Södermanland | Handens centrum (urspr. Söderby malm) | 59.167009, 18.141119 | 10012303060001 | Ladda upp en till bild av detta fornminne |
| Österhaninge 314:1                     | Gravfält                    |              | Österhaninge, Södermanland |                                       | 59.182711, 18.157284 | 10012303140001 | Ladda upp en bild av detta fornminne      |
| Österhaninge 315:1                     | Stensättning                |              | Österhaninge, Södermanland |                                       | 59.182307, 18.157249 | 10012303150001 | Ladda upp en bild av detta fornminne      |
| Österhaninge 315:2                     | Stensättning                |              | Österhaninge, Södermanland |                                       | 59.182309, 18.157039 | 10012303150002 | Ladda upp en bild av detta fornminne      |
| Ruda skans (Österhaninge 318:1)        | Fornborg                    |              | Österhaninge, Södermanland |                                       | 59.170859, 18.132343 | 10012303180001 | Ladda upp en bild av detta fornminne      |
| Österhaninge 347:1                     | Gravfält                    |              | Österhaninge, Södermanland |                                       | 59.144098, 18.203898 | 10012303470001 | Ladda upp en bild av detta fornminne      |
| Sö 265 (Österhaninge 348:1)            | Runristning                 |              | Österhaninge, Södermanland | Högsta                                | 59.143693, 18.206453 | 10012303480001 | Ladda upp en till bild av detta fornminne |
| Österhaninge 349:1                     | Hög                         |              | Österhaninge, Södermanland |                                       | 59.143308, 18.209276 | 10012303490001 | Ladda upp en bild av detta fornminne      |
| Österhaninge 350:1                     | Hög                         |              | Österhaninge, Södermanland |                                       | 59.143337, 18.208211 | 10012303500001 | Ladda upp en bild av detta fornminne      |
| Österhaninge 350:2                     | Stensättning                |              | Österhaninge, Södermanland |                                       | 59.143359, 18.208475 | 10012303500002 | Ladda upp en bild av detta fornminne      |
| Österhaninge 350:3                     | Stensättning                |              | Österhaninge, Södermanland |                                       | 59.143229, 18.208204 | 10012303500003 | Ladda upp en bild av detta fornminne      |
| Österhaninge 351:1                     | Gravfält                    |              | Österhaninge, Södermanland |                                       | 59.145280, 18.202583 | 10012303510001 | Ladda upp en bild av detta fornminne      |
| Österhaninge 361:1                     | Gravfält                    |              | Österhaninge, Södermanland |                                       | 59.145378, 18.210105 | 10012303610001 | Ladda upp en bild av detta fornminne      |
| Österhaninge 361:2                     | Stensättning                |              | Österhaninge, Södermanland |                                       | 59.145764, 18.210902 | 10012303610002 | Ladda upp en bild av detta fornminne      |
| Österhaninge 361:3                     | Stensättning                |              | Österhaninge, Södermanland |                                       | 59.145827, 18.210750 | 10012303610003 | Ladda upp en bild av detta fornminne      |
| Österhaninge 361:4                     | Stensättning                |              | Österhaninge, Södermanland |                                       | 59.145878, 18.210595 | 10012303610004 | Ladda upp en bild av detta fornminne      |
| Österhaninge 361:5                     | Stensättning                |              | Österhaninge, Södermanland |                                       | 59.145899, 18.210859 | 10012303610005 | Ladda upp en bild av detta fornminne      |
| Österhaninge 364:1                     | Gravfält                    |              | Österhaninge, Södermanland |                                       | 59.148962, 18.232907 | 10012303640001 | Ladda upp en bild av detta fornminne      |
| Österhaninge 365:1                     | Gravfält                    |              | Österhaninge, Södermanland |                                       | 59.149854, 18.235477 | 10012303650001 | Ladda upp en bild av detta fornminne      |
| Österhaninge 366:1                     | Gravfält                    |              | Österhaninge, Södermanland |                                       | 59.151400, 18.233182 | 10012303660001 | Ladda upp en bild av detta fornminne      |
| Österhaninge 370:1                     | Gravfält                    |              | Österhaninge, Södermanland |                                       | 59.148907, 18.250319 | 10012303700001 | Ladda upp en bild av detta fornminne      |
| Österhaninge 372:1                     | Stensättning                |              | Österhaninge, Södermanland |                                       | 59.149400, 18.248206 | 10012303720001 | Ladda upp en bild av detta fornminne      |
| Österhaninge 373:1                     | Gravfält                    |              | Österhaninge, Södermanland |                                       | 59.149540, 18.248897 | 10012303730001 | Ladda upp en bild av detta fornminne      |
| Österhaninge 376:1                     | Gravfält                    |              | Österhaninge, Södermanland |                                       | 59.154726, 18.249373 | 10012303760001 | Ladda upp en bild av detta fornminne      |
| Österhaninge 377:1                     | Stensättning                |              | Österhaninge, Södermanland |                                       | 59.149464, 18.229326 | 10012303770001 | Ladda upp en bild av detta fornminne      |
| Österhaninge 377:2                     | Stensättning                |              | Österhaninge, Södermanland |                                       | 59.149368, 18.229161 | 10012303770002 | Ladda upp en bild av detta fornminne      |
| Österhaninge 379:1                     | Gravfält                    |              | Österhaninge, Södermanland |                                       | 59.150175, 18.230032 | 10012303790001 | Ladda upp en bild av detta fornminne      |
| Österhaninge 390:1                     | Stensättning                |              | Österhaninge, Södermanland |                                       | 59.157380, 18.187573 | 10012303900001 | Ladda upp en bild av detta fornminne      |
| Österhaninge 391:1                     | Gravfält                    |              | Österhaninge, Södermanland |                                       | 59.150690, 18.229345 | 10012303910001 | Ladda upp en bild av detta fornminne      |
| Österhaninge 393:1                     | Hällristning                |              | Österhaninge, Södermanland |                                       | 59.116720, 18.162773 | 10012303930001 | Ladda upp en bild av detta fornminne      |
| Österhaninge 393:2                     | Hällristning                |              | Österhaninge, Södermanland |                                       | 59.117048, 18.162954 | 10012303930002 | Ladda upp en bild av detta fornminne      |
| Österhaninge 394:1                     | Hällristning                |              | Österhaninge, Södermanland |                                       | 59.135581, 18.189541 | 10012303940001 | Ladda upp en bild av detta fornminne      |
| Österhaninge 395:1                     | Hällristning                |              | Österhaninge, Södermanland |                                       | 59.137611, 18.188922 | 10012303950001 | Ladda upp en bild av detta fornminne      |
| Österhaninge 396:1                     | Hällristning                |              | Österhaninge, Södermanland |                                       | 59.132647, 18.216812 | 10012303960001 | Ladda upp en bild av detta fornminne      |
| Österhaninge 397:1                     | Hällristning                |              | Österhaninge, Södermanland |                                       | 59.133218, 18.216516 | 10012303970001 | Ladda upp en bild av detta fornminne      |
| Österhaninge 397:2                     | Hällristning                |              | Österhaninge, Södermanland |                                       | 59.133087, 18.216508 | 10012303970002 | Ladda upp en bild av detta fornminne      |
| Österhaninge 398:1                     | Hällristning                |              | Österhaninge, Södermanland |                                       | 59.134049, 18.217517 | 10012303980001 | Ladda upp en bild av detta fornminne      |
| Österhaninge 398:2                     | Hällristning                |              | Österhaninge, Södermanland |                                       | 59.134069, 18.217530 | 10012303980002 | Ladda upp en bild av detta fornminne      |
| Österhaninge 400:1                     | Hällristning                |              | Österhaninge, Södermanland |                                       | 59.134218, 18.216028 | 10012304000001 | Ladda upp en bild av detta fornminne      |
| Sö 266 (Österhaninge 402:1)            | Runristning                 |              | Österhaninge, Södermanland | Sanda                                 | 59.130426, 18.184936 | 10012304020001 | Ladda upp en till bild av detta fornminne |
| Österhaninge 403:1                     | Fornborg                    |              | Österhaninge, Södermanland |                                       | 59.131600, 18.178560 | 10012304030001 | Ladda upp en bild av detta fornminne      |
| Österhaninge 405:1                     | Hög                         |              | Österhaninge, Södermanland |                                       | 59.126625, 18.163894 | 10012304050001 | Ladda upp en bild av detta fornminne      |
| Österhaninge 405:2                     | Hög                         |              | Österhaninge, Södermanland |                                       | 59.126480, 18.164024 | 10012304050002 | Ladda upp en bild av detta fornminne      |
| Österhaninge 406:1                     | Gravfält                    |              | Österhaninge, Södermanland |                                       | 59.135810, 18.183407 | 10012304060001 | Ladda upp en bild av detta fornminne      |
| Österhaninge 407:1                     | Gravfält                    |              | Österhaninge, Södermanland |                                       | 59.126338, 18.161532 | 10012304070001 | Ladda upp en bild av detta fornminne      |
| Österhaninge 408:1                     | Stensättning                |              | Österhaninge, Södermanland |                                       | 59.134928, 18.181005 | 10012304080001 | Ladda upp en bild av detta fornminne      |
| Österhaninge 409:1                     | Stensättning                |              | Österhaninge, Södermanland |                                       | 59.134999, 18.181768 | 10012304090001 | Ladda upp en bild av detta fornminne      |
| Sö 259 (Österhaninge 412:1)            | Runristning                 |              | Österhaninge, Södermanland | Alby                                  | 59.134708, 18.176878 | 10012304120001 | Ladda upp en till bild av detta fornminne |
| Österhaninge 413:1                     | Hög                         |              | Österhaninge, Södermanland |                                       | 59.134555, 18.169798 | 10012304130001 | Ladda upp en bild av detta fornminne      |
| Österhaninge 413:2                     | Hög                         |              | Österhaninge, Södermanland |                                       | 59.134451, 18.169791 | 10012304130002 | Ladda upp en bild av detta fornminne      |
| Österhaninge 413:3                     | Stensättning                |              | Österhaninge, Södermanland |                                       | 59.134531, 18.170009 | 10012304130003 | Ladda upp en bild av detta fornminne      |
| Österhaninge 413:4                     | Stensättning                |              | Österhaninge, Södermanland |                                       | 59.134642, 18.170565 | 10012304130004 | Ladda upp en bild av detta fornminne      |
| Österhaninge 414:1                     | Röse                        |              | Österhaninge, Södermanland |                                       | 59.131975, 18.174622 | 10012304140001 | Ladda upp en bild av detta fornminne      |
| Österhaninge 414:2                     | Stensättning                |              | Österhaninge, Södermanland |                                       | 59.131860, 18.174601 | 10012304140002 | Ladda upp en bild av detta fornminne      |
| Österhaninge 414:3                     | Stensättning                |              | Österhaninge, Södermanland |                                       | 59.132125, 18.174118 | 10012304140003 | Ladda upp en bild av detta fornminne      |
| Österhaninge 415:1                     | Stensättning                |              | Österhaninge, Södermanland |                                       | 59.130733, 18.174464 | 10012304150001 | Ladda upp en bild av detta fornminne      |
| Österhaninge 416:1                     | Stensättning                |              | Österhaninge, Södermanland |                                       | 59.130124, 18.170545 | 10012304160001 | Ladda upp en bild av detta fornminne      |
| Österhaninge 418:1                     | Gravfält                    |              | Österhaninge, Södermanland |                                       | 59.131477, 18.164992 | 10012304180001 | Ladda upp en bild av detta fornminne      |
| Österhaninge 420:1                     | Stensättning                |              | Österhaninge, Södermanland |                                       | 59.137344, 18.166126 | 10012304200001 | Ladda upp en bild av detta fornminne      |
| Österhaninge 421:1                     | Gravfält                    |              | Österhaninge, Södermanland |                                       | 59.138821, 18.172761 | 10012304210001 | Ladda upp en bild av detta fornminne      |
| Österhaninge 422:1                     | Stensättning                |              | Österhaninge, Södermanland |                                       | 59.133732, 18.190079 | 10012304220001 | Ladda upp en bild av detta fornminne      |
| Österhaninge 423:1                     | Stensättning                |              | Österhaninge, Södermanland |                                       | 59.133894, 18.190893 | 10012304230001 | Ladda upp en bild av detta fornminne      |
| Österhaninge 426:1                     | Gravfält                    |              | Österhaninge, Södermanland |                                       | 59.136164, 18.190876 | 10012304260001 | Ladda upp en bild av detta fornminne      |
| Österhaninge 427:1                     | Stensättning                |              | Österhaninge, Södermanland |                                       | 59.138437, 18.188416 | 10012304270001 | Ladda upp en bild av detta fornminne      |
| Österhaninge 428:1                     | Hög                         |              | Österhaninge, Södermanland |                                       | 59.138651, 18.189671 | 10012304280001 | Ladda upp en bild av detta fornminne      |
| Österhaninge 428:2                     | Hög                         |              | Österhaninge, Södermanland |                                       | 59.138518, 18.189851 | 10012304280002 | Ladda upp en bild av detta fornminne      |
| Österhaninge 428:3                     | Hög                         |              | Österhaninge, Södermanland |                                       | 59.138419, 18.189903 | 10012304280003 | Ladda upp en bild av detta fornminne      |
| Österhaninge 428:4                     | Stensättning                |              | Österhaninge, Södermanland |                                       | 59.138412, 18.189679 | 10012304280004 | Ladda upp en bild av detta fornminne      |
| Österhaninge 429:1                     | Stensättning                |              | Österhaninge, Södermanland |                                       | 59.139057, 18.192144 | 10012304290001 | Ladda upp en bild av detta fornminne      |
| Österhaninge 429:2                     | Hög                         |              | Österhaninge, Södermanland |                                       | 59.139056, 18.192392 | 10012304290002 | Ladda upp en bild av detta fornminne      |
| Österhaninge 429:3                     | Stensättning                |              | Österhaninge, Södermanland |                                       | 59.139173, 18.192491 | 10012304290003 | Ladda upp en bild av detta fornminne      |
| Österhaninge 429:4                     | Stensättning                |              | Österhaninge, Södermanland |                                       | 59.138918, 18.192376 | 10012304290004 | Ladda upp en bild av detta fornminne      |
| Österhaninge 430:1                     | Gravfält                    |              | Österhaninge, Södermanland |                                       | 59.137023, 18.193706 | 10012304300001 | Ladda upp en bild av detta fornminne      |
| Österhaninge 431:1                     | Röse                        |              | Österhaninge, Södermanland |                                       | 59.132820, 18.193108 | 10012304310001 | Ladda upp en bild av detta fornminne      |
| Österhaninge 431:2                     | Röse                        |              | Österhaninge, Södermanland |                                       | 59.132979, 18.193027 | 10012304310002 | Ladda upp en bild av detta fornminne      |
| Österhaninge 432:1                     | Stensättning                |              | Österhaninge, Södermanland |                                       | 59.133770, 18.194072 | 10012304320001 | Ladda upp en bild av detta fornminne      |
| Österhaninge 433:1                     | Stensättning                |              | Österhaninge, Södermanland |                                       | 59.133605, 18.203186 | 10012304330001 | Ladda upp en bild av detta fornminne      |
| Österhaninge 434:1                     | Gravfält                    |              | Österhaninge, Södermanland |                                       | 59.132869, 18.203535 | 10012304340001 | Ladda upp en bild av detta fornminne      |
| Sö 273 (Österhaninge 435:1)            | Runristning                 |              | Österhaninge, Södermanland | Valsta                                | 59.131721, 18.191721 | 10012304350001 | Ladda upp en till bild av detta fornminne |
| Österhaninge 436:1                     | Hög                         |              | Österhaninge, Södermanland |                                       | 59.131352, 18.193063 | 10012304360001 | Ladda upp en bild av detta fornminne      |
| Österhaninge 437:1                     | Hög                         |              | Österhaninge, Södermanland |                                       | 59.131474, 18.195622 | 10012304370001 | Ladda upp en bild av detta fornminne      |
| Österhaninge 438:1                     | Hög                         |              | Österhaninge, Södermanland |                                       | 59.130358, 18.197389 | 10012304380001 | Ladda upp en bild av detta fornminne      |
| Österhaninge 439:1                     | Hög                         |              | Österhaninge, Södermanland |                                       | 59.132468, 18.197063 | 10012304390001 | Ladda upp en bild av detta fornminne      |
| Österhaninge 439:3                     | Hög                         |              | Österhaninge, Södermanland |                                       | 59.132763, 18.197297 | 10012304390003 | Ladda upp en bild av detta fornminne      |
| Österhaninge 439:4                     | Hög                         |              | Österhaninge, Södermanland |                                       | 59.132658, 18.197021 | 10012304390004 | Ladda upp en bild av detta fornminne      |
| Österhaninge 440:1                     | Röse                        |              | Österhaninge, Södermanland |                                       | 59.132921, 18.198244 | 10012304400001 | Ladda upp en bild av detta fornminne      |
| Österhaninge 442:1                     | Stensättning                |              | Österhaninge, Södermanland |                                       | 59.134681, 18.205039 | 10012304420001 | Ladda upp en bild av detta fornminne      |
| Österhaninge 442:2                     | Stensättning                |              | Österhaninge, Södermanland |                                       | 59.134626, 18.205200 | 10012304420002 | Ladda upp en bild av detta fornminne      |
| Österhaninge 443:1                     | Gravfält                    |              | Österhaninge, Södermanland |                                       | 59.131513, 18.206278 | 10012304430001 | Ladda upp en bild av detta fornminne      |
| Valsta gamla tomt (Österhaninge 444:1) | Gravfält                    |              | Österhaninge, Södermanland |                                       | 59.129502, 18.204886 | 10012304440001 | Ladda upp en bild av detta fornminne      |
| Österhaninge 445:1                     | Stensättning                |              | Österhaninge, Södermanland |                                       | 59.128094, 18.201232 | 10012304450001 | Ladda upp en bild av detta fornminne      |
| Österhaninge 445:2                     | Stensättning                |              | Österhaninge, Södermanland |                                       | 59.127849, 18.201282 | 10012304450002 | Ladda upp en bild av detta fornminne      |
| Österhaninge 446:1                     | Röse                        |              | Österhaninge, Södermanland |                                       | 59.127042, 18.196659 | 10012304460001 | Ladda upp en bild av detta fornminne      |
| Österhaninge 450:1                     | Gravfält                    |              | Österhaninge, Södermanland |                                       | 59.119261, 18.173668 | 10012304500001 | Ladda upp en bild av detta fornminne      |
| Österhaninge 451:1                     | Gravfält                    |              | Österhaninge, Södermanland |                                       | 59.120447, 18.164372 | 10012304510001 | Ladda upp en bild av detta fornminne      |
| Österhaninge 452:1                     | Hög                         |              | Österhaninge, Södermanland |                                       | 59.122381, 18.162991 | 10012304520001 | Ladda upp en bild av detta fornminne      |
| Österhaninge 452:2                     | Stensättning                |              | Österhaninge, Södermanland |                                       | 59.122654, 18.162991 | 10012304520002 | Ladda upp en bild av detta fornminne      |
| Österhaninge 453:1                     | Stensättning                |              | Österhaninge, Södermanland |                                       | 59.121892, 18.168904 | 10012304530001 | Ladda upp en bild av detta fornminne      |
| Österhaninge 453:2                     | Stensättning                |              | Österhaninge, Södermanland |                                       | 59.121996, 18.168695 | 10012304530002 | Ladda upp en bild av detta fornminne      |
| Österhaninge 453:3                     | Stensättning                |              | Österhaninge, Södermanland |                                       | 59.122045, 18.168855 | 10012304530003 | Ladda upp en bild av detta fornminne      |
| Österhaninge 454:1                     | Gravfält                    |              | Österhaninge, Södermanland |                                       | 59.123257, 18.166259 | 10012304540001 | Ladda upp en bild av detta fornminne      |
| Österhaninge 463:1                     | Gravfält                    |              | Österhaninge, Södermanland |                                       | 59.096615, 18.170305 | 10012304630001 | Ladda upp en bild av detta fornminne      |
| Österhaninge 467:1                     | Gravfält                    |              | Österhaninge, Södermanland |                                       | 59.100341, 18.168037 | 10012304670001 | Ladda upp en bild av detta fornminne      |
| Österhaninge 468:1                     | Gravfält                    |              | Österhaninge, Södermanland |                                       | 59.101530, 18.172218 | 10012304680001 | Ladda upp en bild av detta fornminne      |
| Österhaninge 469:1                     | Gravfält                    |              | Österhaninge, Södermanland |                                       | 59.102527, 18.174962 | 10012304690001 | Ladda upp en bild av detta fornminne      |
| Österhaninge 470:1                     | Hög                         |              | Österhaninge, Södermanland |                                       | 59.102433, 18.173610 | 10012304700001 | Ladda upp en bild av detta fornminne      |
| Österhaninge 472:1                     | Hög                         |              | Österhaninge, Södermanland |                                       | 59.105208, 18.176718 | 10012304720001 | Ladda upp en bild av detta fornminne      |
| Österhaninge 472:2                     | Stensättning                |              | Österhaninge, Södermanland |                                       | 59.105320, 18.176656 | 10012304720002 | Ladda upp en bild av detta fornminne      |
| Österhaninge 472:3                     | Stensättning                |              | Österhaninge, Södermanland |                                       | 59.105245, 18.176958 | 10012304720003 | Ladda upp en bild av detta fornminne      |
| Sö 261 (Österhaninge 473:1)            | Runristning                 |              | Österhaninge, Södermanland | S. Betby                              | 59.111980, 18.172823 | 10012304730001 | Ladda upp en till bild av detta fornminne |
| Österhaninge 475:1                     | Gravfält                    |              | Österhaninge, Södermanland |                                       | 59.113659, 18.169958 | 10012304750001 | Ladda upp en bild av detta fornminne      |
| Österhaninge 476:1                     | Gravfält                    |              | Österhaninge, Södermanland |                                       | 59.115485, 18.166321 | 10012304760001 | Ladda upp en bild av detta fornminne      |
| Sö 260 (Österhaninge 477:1)            | Runristning                 |              | Österhaninge, Södermanland | S. Betby                              | 59.112182, 18.168402 | 10012304770001 | Ladda upp en till bild av detta fornminne |
| Österhaninge 478:1                     | Gravfält                    |              | Österhaninge, Södermanland |                                       | 59.111829, 18.171605 | 10012304780001 | Ladda upp en bild av detta fornminne      |
| Österhaninge 480:1                     | Stensättning                |              | Österhaninge, Södermanland |                                       | 59.113718, 18.176370 | 10012304800001 | Ladda upp en bild av detta fornminne      |
| Österhaninge 481:1                     | Gravfält                    |              | Österhaninge, Södermanland |                                       | 59.112945, 18.176618 | 10012304810001 | Ladda upp en bild av detta fornminne      |
| Österhaninge 482:1                     | Stensättning                |              | Österhaninge, Södermanland |                                       | 59.111046, 18.182040 | 10012304820001 | Ladda upp en bild av detta fornminne      |
| Österhaninge 483:1                     | Gravfält                    |              | Österhaninge, Södermanland |                                       | 59.110506, 18.185144 | 10012304830001 | Ladda upp en bild av detta fornminne      |
| Österhaninge 484:1                     | Röse                        |              | Österhaninge, Södermanland |                                       | 59.115453, 18.141555 | 10012304840001 | Ladda upp en bild av detta fornminne      |
| Österhaninge 484:2                     | Stensättning                |              | Österhaninge, Södermanland |                                       | 59.115550, 18.141555 | 10012304840002 | Ladda upp en bild av detta fornminne      |
| Österhaninge 485:1                     | Gravfält                    |              | Österhaninge, Södermanland |                                       | 59.114973, 18.145675 | 10012304850001 | Ladda upp en bild av detta fornminne      |
| Österhaninge 486:1                     | Stensättning                |              | Österhaninge, Södermanland |                                       | 59.116243, 18.144309 | 10012304860001 | Ladda upp en bild av detta fornminne      |
| Österhaninge 487:1                     | Stensättning                |              | Österhaninge, Södermanland |                                       | 59.117191, 18.148686 | 10012304870001 | Ladda upp en bild av detta fornminne      |
| Österhaninge 487:2                     | Stensättning                |              | Österhaninge, Södermanland |                                       | 59.117085, 18.149290 | 10012304870002 | Ladda upp en bild av detta fornminne      |
| Österhaninge 488:1                     | Stensättning                |              | Österhaninge, Södermanland |                                       | 59.118359, 18.144682 | 10012304880001 | Ladda upp en bild av detta fornminne      |
| Österhaninge 488:2                     | Stensättning                |              | Österhaninge, Södermanland |                                       | 59.118482, 18.144468 | 10012304880002 | Ladda upp en bild av detta fornminne      |
| Österhaninge 489:1                     | Gravfält                    |              | Österhaninge, Södermanland |                                       | 59.119105, 18.151230 | 10012304890001 | Ladda upp en bild av detta fornminne      |
| Österhaninge 490:1                     | Stensättning                |              | Österhaninge, Södermanland |                                       | 59.119976, 18.152643 | 10012304900001 | Ladda upp en bild av detta fornminne      |
| Österhaninge 490:2                     | Stensättning                |              | Österhaninge, Södermanland |                                       | 59.120067, 18.152582 | 10012304900002 | Ladda upp en bild av detta fornminne      |
| Österhaninge 490:3                     | Stensättning                |              | Österhaninge, Södermanland |                                       | 59.120029, 18.152358 | 10012304900003 | Ladda upp en bild av detta fornminne      |
| Österhaninge 491:1                     | Gravfält                    |              | Österhaninge, Södermanland |                                       | 59.119330, 18.156470 | 10012304910001 | Ladda upp en bild av detta fornminne      |
| Österhaninge 496:1                     | Stensättning                |              | Österhaninge, Södermanland |                                       | 59.124450, 18.156698 | 10012304960001 | Ladda upp en bild av detta fornminne      |
| Österhaninge 496:2                     | Stensättning                |              | Österhaninge, Södermanland |                                       | 59.124354, 18.156945 | 10012304960002 | Ladda upp en bild av detta fornminne      |
| Österhaninge 497:1                     | Gravfält                    |              | Österhaninge, Södermanland |                                       | 59.124908, 18.157259 | 10012304970001 | Ladda upp en bild av detta fornminne      |
| Sö SB1965;19 (Österhaninge 498:1)      | Runristning                 |              | Österhaninge, Södermanland | Runmarsvreten                         | 59.150449, 18.179893 | 10012304980001 | Ladda upp en till bild av detta fornminne |
| Österhaninge 500:1                     | Röse                        |              | Österhaninge, Södermanland |                                       | 59.120716, 18.395230 | 10012305000001 | Ladda upp en bild av detta fornminne      |
| Österhaninge 501:1                     | Fiskeläge                   |              | Österhaninge, Södermanland |                                       | 59.120346, 18.394703 | 10012305010001 | Ladda upp en bild av detta fornminne      |
| Österhaninge 507:1                     | Begravningsplats            |              | Österhaninge, Södermanland |                                       | 59.110966, 18.380772 | 10012305070001 | Ladda upp en bild av detta fornminne      |
| Sö Fv1959;262 (Österhaninge 510:1)     | Runristning                 |              | Österhaninge, Södermanland | Lövhagen                              | 59.128158, 18.142850 | 10012305100001 | Ladda upp en till bild av detta fornminne |
| Österhaninge 511:1                     | Stensättning                |              | Österhaninge, Södermanland |                                       | 59.127142, 18.347206 | 10012305110001 | Ladda upp en bild av detta fornminne      |
| Österhaninge 513:1                     | Begravningsplats            |              | Österhaninge, Södermanland |                                       | 59.092047, 18.331838 | 10012305130001 | Ladda upp en bild av detta fornminne      |
| Österhaninge 518:1                     | Stensättning                |              | Österhaninge, Södermanland |                                       | 59.093262, 18.343064 | 10012305180001 | Ladda upp en till bild av detta fornminne |
| Österhaninge 520:1                     | Hög                         |              | Österhaninge, Södermanland |                                       | 59.138054, 18.380803 | 10012305200001 | Ladda upp en bild av detta fornminne      |
| Österhaninge 520:2                     | Hög                         |              | Österhaninge, Södermanland |                                       | 59.137905, 18.380807 | 10012305200002 | Ladda upp en bild av detta fornminne      |
| Österhaninge 527:1                     | Stensättning                |              | Österhaninge, Södermanland |                                       | 59.146821, 18.255392 | 10012305270001 | Ladda upp en bild av detta fornminne      |
| Österhaninge 528:1                     | Stensättning                |              | Österhaninge, Södermanland |                                       | 59.151384, 18.260952 | 10012305280001 | Ladda upp en bild av detta fornminne      |
| Österhaninge 529:1                     | Stensättning                |              | Österhaninge, Södermanland |                                       | 59.137009, 18.289929 | 10012305290001 | Ladda upp en bild av detta fornminne      |
| Österhaninge 529:2                     | Stensättning                |              | Österhaninge, Södermanland |                                       | 59.136866, 18.289758 | 10012305290002 | Ladda upp en bild av detta fornminne      |
| Österhaninge 529:3                     | Stensättning                |              | Österhaninge, Södermanland |                                       | 59.136744, 18.289196 | 10012305290003 | Ladda upp en bild av detta fornminne      |
| Österhaninge 530:1                     | Gravfält                    |              | Österhaninge, Södermanland |                                       | 59.136936, 18.290964 | 10012305300001 | Ladda upp en bild av detta fornminne      |
| Österhaninge 533:1                     | Fornborg                    |              | Österhaninge, Södermanland |                                       | 59.163677, 18.197869 | 10012305330001 | Ladda upp en bild av detta fornminne      |
| Österhaninge 561:1                     | Hällristning                |              | Österhaninge, Södermanland |                                       | 59.134249, 18.213719 | 10012305610001 | Ladda upp en bild av detta fornminne      |
| Österhaninge 562:1                     | Hällristning                |              | Österhaninge, Södermanland |                                       | 59.133512, 18.212315 | 10012305620001 | Ladda upp en bild av detta fornminne      |
| Österhaninge 568:1                     | Stensättning                |              | Österhaninge, Södermanland |                                       | 59.104524, 18.246139 | 10012305680001 | Ladda upp en bild av detta fornminne      |
| Österhaninge 568:2                     | Stensättning                |              | Österhaninge, Södermanland |                                       | 59.104414, 18.246065 | 10012305680002 | Ladda upp en bild av detta fornminne      |
| Österhaninge 568:3                     | Stensättning                |              | Österhaninge, Södermanland |                                       | 59.104488, 18.245822 | 10012305680003 | Ladda upp en bild av detta fornminne      |
| Österhaninge 568:4                     | Stensättning                |              | Österhaninge, Södermanland |                                       | 59.104375, 18.245818 | 10012305680004 | Ladda upp en bild av detta fornminne      |
| Österhaninge 570:1                     | Hällristning                |              | Österhaninge, Södermanland |                                       | 59.136163, 18.149761 | 10012305700001 | Ladda upp en bild av detta fornminne      |
| Österhaninge 571:1                     | Hällristning                |              | Österhaninge, Södermanland |                                       | 59.134632, 18.151006 | 10012305710001 | Ladda upp en bild av detta fornminne      |
| Österhaninge 572:1                     | Hällristning                |              | Österhaninge, Södermanland |                                       | 59.134996, 18.152351 | 10012305720001 | Ladda upp en bild av detta fornminne      |
| Österhaninge 573:1                     | Hällristning                |              | Österhaninge, Södermanland |                                       | 59.135500, 18.153825 | 10012305730001 | Ladda upp en bild av detta fornminne      |
| Österhaninge 574:1                     | Hällristning                |              | Österhaninge, Södermanland |                                       | 59.135203, 18.154257 | 10012305740001 | Ladda upp en bild av detta fornminne      |
| Österhaninge 592                       | Stensättning                |              | Österhaninge, Södermanland |                                       | 59.196427, 18.179720 | 12000000000672 | Ladda upp en bild av detta fornminne      |
| Österhaninge 594                       | Stensättning                |              | Österhaninge, Södermanland |                                       | 59.196391, 18.179821 | 12000000000674 | Ladda upp en bild av detta fornminne      |
| Österhaninge 599                       | Hällristning                |              | Österhaninge, Södermanland |                                       | 59.168836, 18.237755 | 12000000047801 | Ladda upp en bild av detta fornminne      |
| Österhaninge 600                       | Hällristning                |              | Österhaninge, Södermanland |                                       | 59.168106, 18.237161 | 12000000047804 | Ladda upp en bild av detta fornminne      |
| Österhaninge 601                       | Hällristning                |              | Österhaninge, Södermanland |                                       | 59.167590, 18.234813 | 12000000047806 | Ladda upp en bild av detta fornminne      |
| Österhaninge 602                       | Hällristning                |              | Österhaninge, Södermanland |                                       | 59.167388, 18.241444 | 12000000047813 | Ladda upp en bild av detta fornminne      |
| Österhaninge 635                       | Hällristning                |              | Österhaninge, Södermanland |                                       | 59.133437, 18.186458 | 12000000070710 | Ladda upp en bild av detta fornminne      |
| Österhaninge 636                       | Hällristning                |              | Österhaninge, Södermanland |                                       | 59.132670, 18.186966 | 12000000070712 | Ladda upp en bild av detta fornminne      |
| Österhaninge 637                       | Hällristning                |              | Österhaninge, Södermanland |                                       | 59.133815, 18.187432 | 12000000070714 | Ladda upp en bild av detta fornminne      |
| Österhaninge 638                       | Hällristning                |              | Österhaninge, Södermanland |                                       | 59.132726, 18.186541 | 12000000070716 | Ladda upp en bild av detta fornminne      |
| Österhaninge 639                       | Hällristning                |              | Österhaninge, Södermanland |                                       | 59.131796, 18.186722 | 12000000070718 | Ladda upp en bild av detta fornminne      |
| Österhaninge 640                       | Hällristning                |              | Österhaninge, Södermanland |                                       | 59.132733, 18.187053 | 12000000070724 | Ladda upp en bild av detta fornminne      |
| Österhaninge 641                       | Hällristning                |              | Österhaninge, Södermanland |                                       | 59.132580, 18.186684 | 12000000070726 | Ladda upp en bild av detta fornminne      |
| Österhaninge 642                       | Hällristning                |              | Österhaninge, Södermanland |                                       | 59.131763, 18.186772 | 12000000070728 | Ladda upp en bild av detta fornminne      |
| Österhaninge 643                       | Hällristning                |              | Österhaninge, Södermanland |                                       | 59.131821, 18.186670 | 12000000070730 | Ladda upp en bild av detta fornminne      |
| Österhaninge 644                       | Hällristning                |              | Österhaninge, Södermanland |                                       | 59.131046, 18.186280 | 12000000070732 | Ladda upp en bild av detta fornminne      |
| Österhaninge 655                       | Hällristning                |              | Österhaninge, Södermanland |                                       | 59.134839, 18.141752 | 12000000112650 | Ladda upp en bild av detta fornminne      |
| Österhaninge 656                       | Hällristning                |              | Österhaninge, Södermanland |                                       | 59.137620, 18.148862 | 12000000112652 | Ladda upp en bild av detta fornminne      |
| Österhaninge 657                       | Hällristning                |              | Österhaninge, Södermanland |                                       | 59.138182, 18.149092 | 12000000112654 | Ladda upp en bild av detta fornminne      |
| Österhaninge 658                       | Hällristning                |              | Österhaninge, Södermanland |                                       | 59.139180, 18.151180 | 12000000112656 | Ladda upp en bild av detta fornminne      |
| Österhaninge 659                       | Hällristning                |              | Österhaninge, Södermanland |                                       | 59.139173, 18.150873 | 12000000112659 | Ladda upp en bild av detta fornminne      |
| Österhaninge 660                       | Hällristning                |              | Österhaninge, Södermanland |                                       | 59.138900, 18.151081 | 12000000112660 | Ladda upp en bild av detta fornminne      |
| Österhaninge 661                       | Hällristning                |              | Österhaninge, Södermanland |                                       | 59.134133, 18.135029 | 12000000112662 | Ladda upp en bild av detta fornminne      |
| Österhaninge 662                       | Hällristning                |              | Österhaninge, Södermanland |                                       | 59.141710, 18.152722 | 12000000112664 | Ladda upp en bild av detta fornminne      |
| Österhaninge 663                       | Hällristning                |              | Österhaninge, Södermanland |                                       | 59.132349, 18.137896 | 12000000112666 | Ladda upp en bild av detta fornminne      |
| Österhaninge 664                       | Hällristning                |              | Österhaninge, Södermanland |                                       | 59.126527, 18.126055 | 12000000116740 | Ladda upp en bild av detta fornminne      |
| Österhaninge 665                       | Hällristning                |              | Österhaninge, Södermanland |                                       | 59.127859, 18.129797 | 12000000116742 | Ladda upp en bild av detta fornminne      |
| Österhaninge 666                       | Hällristning                |              | Österhaninge, Södermanland |                                       | 59.124264, 18.130144 | 12000000116744 | Ladda upp en bild av detta fornminne      |
| Österhaninge 667                       | Hällristning                |              | Österhaninge, Södermanland |                                       | 59.127144, 18.128836 | 12000000116746 | Ladda upp en bild av detta fornminne      |
| Österhaninge 668                       | Hällristning                |              | Österhaninge, Södermanland |                                       | 59.126688, 18.126714 | 12000000116748 | Ladda upp en bild av detta fornminne      |
| Österhaninge 669                       | Hällristning                |              | Österhaninge, Södermanland |                                       | 59.126571, 18.126155 | 12000000116751 | Ladda upp en bild av detta fornminne      |
| Österhaninge 670                       | Hällristning                |              | Österhaninge, Södermanland |                                       | 59.127773, 18.129075 | 12000000116753 | Ladda upp en bild av detta fornminne      |
| Österhaninge 671                       | Hällristning                |              | Österhaninge, Södermanland |                                       | 59.128240, 18.133966 | 12000000116755 | Ladda upp en bild av detta fornminne      |
| Österhaninge 672                       | Hällristning                |              | Österhaninge, Södermanland |                                       | 59.127355, 18.126036 | 12000000116759 | Ladda upp en bild av detta fornminne      |
| Österhaninge 673                       | Hällristning                |              | Österhaninge, Södermanland |                                       | 59.128166, 18.133713 | 12000000116761 | Ladda upp en bild av detta fornminne      |
| Österhaninge 674                       | Hällristning                |              | Österhaninge, Södermanland |                                       | 59.135588, 18.175055 | 12000000121423 | Ladda upp en bild av detta fornminne      |
| Österhaninge 675                       | Hällristning                |              | Österhaninge, Södermanland |                                       | 59.136080, 18.175288 | 12000000121425 | Ladda upp en bild av detta fornminne      |
| Österhaninge 676                       | Hällristning                |              | Österhaninge, Södermanland |                                       | 59.133917, 18.172386 | 12000000121427 | Ladda upp en bild av detta fornminne      |
| Österhaninge 677                       | Hällristning                |              | Österhaninge, Södermanland |                                       | 59.133318, 18.173075 | 12000000121429 | Ladda upp en bild av detta fornminne      |
| Österhaninge 678                       | Gravfält                    |              | Österhaninge, Södermanland |                                       | 59.133500, 18.173486 | 12000000121431 | Ladda upp en bild av detta fornminne      |
| Österhaninge 679                       | Hällristning                |              | Österhaninge, Södermanland |                                       | 59.133572, 18.173286 | 12000000121434 | Ladda upp en bild av detta fornminne      |
| Österhaninge 680                       | Hällristning                |              | Österhaninge, Södermanland |                                       | 59.134468, 18.173518 | 12000000121436 | Ladda upp en bild av detta fornminne      |
| Österhaninge 681                       | Hällristning                |              | Österhaninge, Södermanland |                                       | 59.134472, 18.175189 | 12000000121438 | Ladda upp en bild av detta fornminne      |
| Österhaninge 682                       | Hällristning                |              | Österhaninge, Södermanland |                                       | 59.132062, 18.130203 | 12000000121560 | Ladda upp en bild av detta fornminne      |
| Österhaninge 683                       | Hällristning                |              | Österhaninge, Södermanland |                                       | 59.134014, 18.127274 | 12000000121562 | Ladda upp en bild av detta fornminne      |
| Österhaninge 684                       | Hällristning                |              | Österhaninge, Södermanland |                                       | 59.132245, 18.130358 | 12000000121564 | Ladda upp en bild av detta fornminne      |
| Österhaninge 685                       | Hällristning                |              | Österhaninge, Södermanland |                                       | 59.133470, 18.126415 | 12000000121567 | Ladda upp en bild av detta fornminne      |
| Österhaninge 686                       | Hällristning                |              | Österhaninge, Södermanland |                                       | 59.133446, 18.126499 | 12000000121569 | Ladda upp en bild av detta fornminne      |
| Österhaninge 687                       | Hällristning                |              | Österhaninge, Södermanland |                                       | 59.132245, 18.132631 | 12000000121571 | Ladda upp en bild av detta fornminne      |
| Österhaninge 688                       | Hällristning                |              | Österhaninge, Södermanland |                                       | 59.132183, 18.124964 | 12000000121573 | Ladda upp en bild av detta fornminne      |
| Österhaninge 689                       | Hällristning                |              | Österhaninge, Södermanland |                                       | 59.130999, 18.129273 | 12000000121575 | Ladda upp en bild av detta fornminne      |
| Österhaninge 690                       | Hällristning                |              | Österhaninge, Södermanland |                                       | 59.132530, 18.132411 | 12000000121577 | Ladda upp en bild av detta fornminne      |
| Österhaninge 691                       | Hällristning                |              | Österhaninge, Södermanland |                                       | 59.131433, 18.135160 | 12000000121579 | Ladda upp en bild av detta fornminne      |
| Österhaninge 692                       | Hällristning                |              | Österhaninge, Södermanland |                                       | 59.133970, 18.127272 | 12000000121581 | Ladda upp en bild av detta fornminne      |
| Österhaninge 693                       | Hällristning                |              | Österhaninge, Södermanland |                                       | 59.132041, 18.130414 | 12000000121583 | Ladda upp en bild av detta fornminne      |
| Österhaninge 695                       | Gravfält                    |              | Österhaninge, Södermanland |                                       | 59.131867, 18.128497 | 12000000121586 | Ladda upp en bild av detta fornminne      |
| Österhaninge 696                       | Hällristning                |              | Österhaninge, Södermanland |                                       | 59.131879, 18.127796 | 12000000121588 | Ladda upp en bild av detta fornminne      |
| Österhaninge 701                       | Hällristning                |              | Österhaninge, Södermanland |                                       | 59.131921, 18.181601 | 12000000129979 | Ladda upp en bild av detta fornminne      |
| Österhaninge 702                       | Hällristning                |              | Österhaninge, Södermanland |                                       | 59.132218, 18.181482 | 12000000129981 | Ladda upp en bild av detta fornminne      |
| Österhaninge 703                       | Hällristning                |              | Österhaninge, Södermanland |                                       | 59.132168, 18.181469 | 12000000129983 | Ladda upp en bild av detta fornminne      |
| Österhaninge 704                       | Hällristning                |              | Österhaninge, Södermanland |                                       | 59.129622, 18.180739 | 12000000129985 | Ladda upp en bild av detta fornminne      |
| Österhaninge 705                       | Hällristning                |              | Österhaninge, Södermanland |                                       | 59.130410, 18.179908 | 12000000129987 | Ladda upp en bild av detta fornminne      |
| Österhaninge 706                       | Hällristning                |              | Österhaninge, Södermanland |                                       | 59.132675, 18.181343 | 12000000129989 | Ladda upp en bild av detta fornminne      |
| Österhaninge 707                       | Hällristning                |              | Österhaninge, Södermanland |                                       | 59.132423, 18.181413 | 12000000129991 | Ladda upp en bild av detta fornminne      |
| Österhaninge 708                       | Hällristning                |              | Österhaninge, Södermanland |                                       | 59.131847, 18.181608 | 12000000129993 | Ladda upp en bild av detta fornminne      |
| Österhaninge 709                       | Hällristning                |              | Österhaninge, Södermanland |                                       | 59.129577, 18.179069 | 12000000129995 | Ladda upp en bild av detta fornminne      |
| Österhaninge 710                       | Hällristning                |              | Österhaninge, Södermanland |                                       | 59.128865, 18.179049 | 12000000129997 | Ladda upp en bild av detta fornminne      |
| Österhaninge 711                       | Hällristning                |              | Österhaninge, Södermanland |                                       | 59.118343, 18.128746 | 12000000132444 | Ladda upp en bild av detta fornminne      |
| Österhaninge 712                       | Hällristning                |              | Österhaninge, Södermanland |                                       | 59.124334, 18.137943 | 12000000132446 | Ladda upp en bild av detta fornminne      |
| Österhaninge 713                       | Hällristning                |              | Österhaninge, Södermanland |                                       | 59.124331, 18.138098 | 12000000132448 | Ladda upp en bild av detta fornminne      |
| Österhaninge 714                       | Hällristning                |              | Österhaninge, Södermanland |                                       | 59.120490, 18.139503 | 12000000132450 | Ladda upp en bild av detta fornminne      |
| Österhaninge 715                       | Hällristning                |              | Österhaninge, Södermanland |                                       | 59.120450, 18.139500 | 12000000132452 | Ladda upp en bild av detta fornminne      |
| Österhaninge 716                       | Hällristning                |              | Österhaninge, Södermanland |                                       | 59.122017, 18.139983 | 12000000132454 | Ladda upp en bild av detta fornminne      |
| Österhaninge 717                       | Hällristning                |              | Österhaninge, Södermanland |                                       | 59.124176, 18.137795 | 12000000132456 | Ladda upp en bild av detta fornminne      |
| Österhaninge 718                       | Hällristning                |              | Österhaninge, Södermanland |                                       | 59.124285, 18.137897 | 12000000132458 | Ladda upp en bild av detta fornminne      |
| Österhaninge 719                       | Hällristning                |              | Österhaninge, Södermanland |                                       | 59.120942, 18.137204 | 12000000132460 | Ladda upp en bild av detta fornminne      |
| Österhaninge 720                       | Hällristning                |              | Österhaninge, Södermanland |                                       | 59.121711, 18.135423 | 12000000132462 | Ladda upp en bild av detta fornminne      |
| Västerhaninge 199:1                    | Stensättning                |              | Österhaninge, Södermanland |                                       | 59.093315, 18.143656 | 10011401990001 | Ladda upp en bild av detta fornminne      |
| Västerhaninge 199:2                    | Stensättning                |              | Österhaninge, Södermanland |                                       | 59.093098, 18.143765 | 10011401990002 | Ladda upp en bild av detta fornminne      |
| Västerhaninge 199:3                    | Stensättning                |              | Österhaninge, Södermanland |                                       | 59.093025, 18.143289 | 10011401990003 | Ladda upp en bild av detta fornminne      |
| Västerhaninge 199:4                    | Grav markerad av sten/block |              | Österhaninge, Södermanland |                                       | 59.092952, 18.143450 | 10011401990004 | Ladda upp en bild av detta fornminne      |
| Västerhaninge 355:1                    | Stensättning                |              | Österhaninge, Södermanland |                                       | 59.097265, 18.157262 | 10011403550001 | Ladda upp en bild av detta fornminne      |
| Västerhaninge 410:1                    | Gravfält                    |              | Österhaninge, Södermanland |                                       | 59.103945, 18.156001 | 10011404100001 | Ladda upp en bild av detta fornminne      |
| Västerhaninge 413:1                    | Gravfält                    |              | Österhaninge, Södermanland |                                       | 59.106422, 18.155644 | 10011404130001 | Ladda upp en bild av detta fornminne      |
| Sö 236 (Västerhaninge 413:2)           | Runristning                 |              | Österhaninge, Södermanland | Alvsta                                | 59.106567, 18.155972 | 10011404130002 | Ladda upp en till bild av detta fornminne |
| Västerhaninge 414:1                    | Röse                        |              | Österhaninge, Södermanland |                                       | 59.106398, 18.158850 | 10011404140001 | Ladda upp en bild av detta fornminne      |
| Västerhaninge 415:1                    | Gravfält                    |              | Österhaninge, Södermanland |                                       | 59.105407, 18.159902 | 10011404150001 | Ladda upp en bild av detta fornminne      |
| Västerhaninge 416:1                    | Gravfält                    |              | Österhaninge, Södermanland |                                       | 59.099167, 18.139645 | 10011404160001 | Ladda upp en bild av detta fornminne      |
| Västerhaninge 417:1                    | Gravfält                    |              | Österhaninge, Södermanland |                                       | 59.100638, 18.152117 | 10011404170001 | Ladda upp en bild av detta fornminne      |
| Västerhaninge 418:1                    | Gravfält                    |              | Österhaninge, Södermanland |                                       | 59.101948, 18.156413 | 10011404180001 | Ladda upp en bild av detta fornminne      |
| Västerhaninge 419:1                    | Stensättning                |              | Österhaninge, Södermanland |                                       | 59.101608, 18.153515 | 10011404190001 | Ladda upp en bild av detta fornminne      |
| Västerhaninge 419:2                    | Stensättning                |              | Österhaninge, Södermanland |                                       | 59.101359, 18.153741 | 10011404190002 | Ladda upp en bild av detta fornminne      |
| Västerhaninge 420:1                    | Stensättning                |              | Österhaninge, Södermanland |                                       | 59.101021, 18.150578 | 10011404200001 | Ladda upp en bild av detta fornminne      |
| Västerhaninge 420:2                    | Stensättning                |              | Österhaninge, Södermanland |                                       | 59.100883, 18.150327 | 10011404200002 | Ladda upp en bild av detta fornminne      |
| Västerhaninge 421:1                    | Stensättning                |              | Österhaninge, Södermanland |                                       | 59.098367, 18.149274 | 10011404210001 | Ladda upp en bild av detta fornminne      |
| Västerhaninge 421:2                    | Stensättning                |              | Österhaninge, Södermanland |                                       | 59.098449, 18.149503 | 10011404210002 | Ladda upp en bild av detta fornminne      |
| Västerhaninge 423:1                    | Stensättning                |              | Österhaninge, Södermanland |                                       | 59.095086, 18.147310 | 10011404230001 | Ladda upp en bild av detta fornminne      |
| Västerhaninge 424:1                    | Stensättning                |              | Österhaninge, Södermanland |                                       | 59.094637, 18.153267 | 10011404240001 | Ladda upp en bild av detta fornminne      |
| Västerhaninge 425:1                    | Stensättning                |              | Österhaninge, Södermanland |                                       | 59.094917, 18.160143 | 10011404250001 | Ladda upp en bild av detta fornminne      |
| Västerhaninge 426:1                    | Stensättning                |              | Österhaninge, Södermanland |                                       | 59.095586, 18.162068 | 10011404260001 | Ladda upp en bild av detta fornminne      |
| Västerhaninge 427:1                    | Stensättning                |              | Österhaninge, Södermanland |                                       | 59.096867, 18.141483 | 10011404270001 | Ladda upp en bild av detta fornminne      |
| Västerhaninge 431:1                    | Stensättning                |              | Österhaninge, Södermanland |                                       | 59.089470, 18.143816 | 10011404310001 | Ladda upp en bild av detta fornminne      |
| Västerhaninge 432:1                    | Stensättning                |              | Österhaninge, Södermanland |                                       | 59.092147, 18.141506 | 10011404320001 | Ladda upp en bild av detta fornminne      |
| Västerhaninge 432:2                    | Stensättning                |              | Österhaninge, Södermanland |                                       | 59.091868, 18.141594 | 10011404320002 | Ladda upp en bild av detta fornminne      |
| Västerhaninge 432:3                    | Stensättning                |              | Österhaninge, Södermanland |                                       | 59.091665, 18.141371 | 10011404320003 | Ladda upp en bild av detta fornminne      |
| Västerhaninge 432:4                    | Stensättning                |              | Österhaninge, Södermanland |                                       | 59.092288, 18.142213 | 10011404320004 | Ladda upp en bild av detta fornminne      |
| Västerhaninge 432:5                    | Stensättning                |              | Österhaninge, Södermanland |                                       | 59.092588, 18.142040 | 10011404320005 | Ladda upp en bild av detta fornminne      |
| Västerhaninge 436:1                    | Stensättning                |              | Österhaninge, Södermanland |                                       | 59.088117, 18.144778 | 10011404360001 | Ladda upp en bild av detta fornminne      |
| Västerhaninge 451:1                    | Stensättning                |              | Österhaninge, Södermanland |                                       | 59.098848, 18.140508 | 10011404510001 | Ladda upp en bild av detta fornminne      |